# Люблински окръг
Люблински окръг (на полски: Powiat lubelski) е окръг в Източна Полша, Люблинско войводство. Заема площ от 1679,53 км2. Административен център е град Люблин, който не е част от окръга.

## География
Окръгът се намира в историческия регион Малополша. Разположен е в централната част на войводството.

## Население
Населението на окръга възлиза на 147 457 души (2012 г.). Гъстотата е 88 души/км2.

## Административно деление
Административно окръгът е разделен на 16 общини.
Градско-селски общини:
- Община Белжице
- Община Бихава

Селски общини:
- Община Божехов
- Община Високе
- Община Войчехов
- Община Волка
- Община Гарбов
- Община Глуск
- Община Дужа Неджвица
- Община Закжев
- Община Конопница
- Община Кшчонов
- Община Немце
- Община Стшижевице
- Община Яблонна
- Община Ястков

## Галерия
- Белжице
- Бихава